# Флаг Карачаево-Черкесии
Флаг Карача́ево-Черке́сской Республики (кабард.-черк. Къэрэшей-Шэрджэс Республикэм и нып; карач.-балк. Къарачай-Черкес Республиканы байрагъы) является государственным символом Карачаево-Черкесской Республики Российской Федерации. Принят Народным собранием (Парламентом) Карачаево-Черкесии 3 февраля 1994 года.
Первоначально функции флага Карачаево-Черкесской Республики выполнял российский триколор, с 1993 года он представлял Карачаево-Черкесию в ряду флагов автономий на фронтоне здания Верховного Совета Российской Федерации. Что дало повод зарубежным флаговедам говорить о бело-пурпурно-синем (или бело-фиолетово-синем флаге Карачаево-Черкесской Республики).

## Описание
Постановлением Верховного Совета Карачаево-Черкесской Республики от 3 декабря 1994 года № 76-XXI, был принят флаг Карачаево-Черкесии:

Государственный флаг Карачаево-Черкесской Республики представляет собой прямой четырёхугольник в соотношении сторон: длина к высоте 2:1.
Государственный флаг Карачаево-Черкесской Республики образован из трёх цветов: светло-синий, зелёный, красный. Цвета расположены в трёх горизонтальных, равных по ширине полосах: светло-синяя — сверху, зелёная — посередине, красная — снизу.

В середине зелёной полосы, во всю её ширину, расположен светлый круг (кольцо), в котором восходящее из-за гор солнце с пятью широкими сдвоенными и шестью тонкими и короткими лучами.
26 июля 1996 года в описание флага были внесены изменения, не влияющие на его изображение:

Государственный флаг Карачаево-Черкесской Республики представляет собой полотнище из трёх равновеликих горизонтальных полос: верхней — светло-синего, средней — зелёного и нижней — красного цвета. В центре полотнища — светлый круг (кольцо), в котором восходящее из-за гор солнце с пятью широкими сдвоенными и шестью тонкими и короткими лучами.

Отношение ширины флага к его длине — 1:2.

## Обоснование символики
Цвета на Государственном флаге Карачаево-Черкесской Республики означают: 

светло-синий цвет — олицетворение мира, светлых и добрых побуждений и спокойствия; 

зелёный цвет — основной цвет природы, символ плодородия, богатства и созидания, цвет молодости и одновременно мудрости и сдержанности; 

красный — торжественный цвет, символ теплоты и близости между народами.
По неофициальной трактовке цвета флага отражают основные этнические группы в населении Карачаево-Черкесской Республики: 

светло-синий — олицетворяет тюркские народы Карачаево-Черкесской Республики — карачаевцев и ногайцев; 

зелёный — символизирует адыгские народы — черкесов и абазин; 

красный — славянское население Карачаево-Черкесской Республики.

## Флаги муниципальных образований
На 1 января 2020 года в Карачаево-Черкесской Республике насчитывалось 100 муниципальных образований: 2 городских округа, 10 муниципальных районов, 5 городских поселений и 83 сельских поселения.

### Флаги муниципальных районов
| Флаг | Наименование                                 | Дата утверждения | Номер в ГГР |
| ---- | -------------------------------------------- | ---------------- | ----------- |
|      | Флаг Абазинского муниципального района       | 28 мая 2010      |             |
|      | Флаг Адыге-Хабльского муниципального района  |                  |             |
|      | Флаг Зеленчукского муниципального района     | 16 марта 2017    | 11556       |
|      | Флаг Карачаевского муниципального района     |                  |             |
|      | Флаг Малокарачаевского муниципального района |                  |             |

| Флаг | Наименование                                  | Дата утверждения | Номер в ГГР |
| ---- | --------------------------------------------- | ---------------- | ----------- |
|      | Флаг Ногайского муниципального района         | 18 марта 2011    |             |
|      | Флаг Прикубанского муниципального района      |                  |             |
|      | Флаг Урупского муниципального района          |                  |             |
|      | Флаг Усть-Джегутинского муниципального района |                  |             |
|      | Флаг Хабезского муниципального района         |                  |             |

### Флаги сельских поселений
| Флаг | Наименование                                                                       | Дата утверждения | Номер в ГГР |
| ---- | ---------------------------------------------------------------------------------- | ---------------- | ----------- |
|      | Флаг Краснокурганского сельского поселения Малокарачаевского муниципального района | 24 августа 2020  | 13129       |